# C14H14N2O4S
化学式C14H14N2O4S（摩尔质量：306.34 g/mol）可能指：
- 醋地砜，CAS号：80-03-5
- N-甲基吩嗪𬭩甲基硫酸盐，CAS号：299-11-6

|  | 这个同类索引页列出了具有相同分子式的化学物（即同分異構體）条目。 除非您是有意链接至本页，否则应将相应条目的内部链接指向正确的条目。 |